# STS-8
STS-8 byla třetí mise raketoplánu Challenger. Celkem se jednalo o 8. misi raketoplánu do vesmíru. Cílem letu bylo vynesení indického satelitu „Insat-1B“.

## Posádka
- Richard H. Truly (2) – velitel
- Daniel C. Brandenstein (1) – pilot
- Dale A. Gardner (1) – letový specialista
- Guion S. Bluford, Jr (1) – letový specialista
- William E. Thornton (1) – letový specialista

V závorkách je uvedený dosavadní počet letů do vesmíru včetně této mise.

## Průběh mise

### Přípravy na start
Přípravy ke start trvaly 62 dní, čímž byla překonána dosavadní doba přípravy raketoplánu ke startu o 7 pracovních dnů. Challenger dorazil do haly OPF z Edwards AFB na konci června. Během poletové inspekce bylo vyměněno 76 dlaždic tepelné ochrany pneumatiky na podvozku, brzdová obložení, okno pilotní kabiny poškozené mikrometeoritem, hydraulické čerpadlo APU č. 3 a také toaleta, která působila problémy během mise STS-7. Technici také doplnili zásoby dusíku pro klimatizaci, kapalného amoniaku pro chladicí systém a pitnou vodu. Později byl raketoplán přemístěn do haly VAB, kde byl 27. července připojen k SRB a ET.
Raketoplán byl převezen na rampu 2. srpna a 4. srpna proběhlo zkušební odpočítávání. O pět dní později byla do nákladového prostoru umístěna družice Insat 1B. Původně měla být součástí užitečného zatížení i telekomunikační družice systému TDRSS, ale kvůli havárii již vynesené družicce TDRS-1 na oběžné dráze vedení NASA vyřadilo TDRS-B z nákladu. S touto družicí se počítalo pro přenos výsledků experimentů ze Spacelabu mise STS-9, bez ní byl přenos dat poloviční. Namísto TDRS-B byla na palubu Challengeru naložena maketa PFTA a další materiál.

### Start
Pět dní před startem se k Floridě přiblížil uragán Barry, ale kosmodromu se vyhnul a přípravy ke startu probíhaly bez přerušení. Dne 27. srpna dorazila na kosmodrom posádka a po jejich příjezdu začalo odpočítávání (za stavu T-46 hodin). Dne 30. srpna, v době posledního desetiminutového přerušení odpočítávání (jen 9 minut před startem) se přes kosmodrom přehnala bouřka. Startovní okno trvalo jen 34 minut. Bouře se vzdálila a Challenger vzlétl v 06:32:00 UT. Start proběhl bez problémů. Motory SSME byly vypnuty v T+8.45 minut. Po odhození nádrže ET se po dvou manévrech OMS raketoplán dostasal na kruhovou oběžnou dráhu ve výšce 296 km nad Zemí.

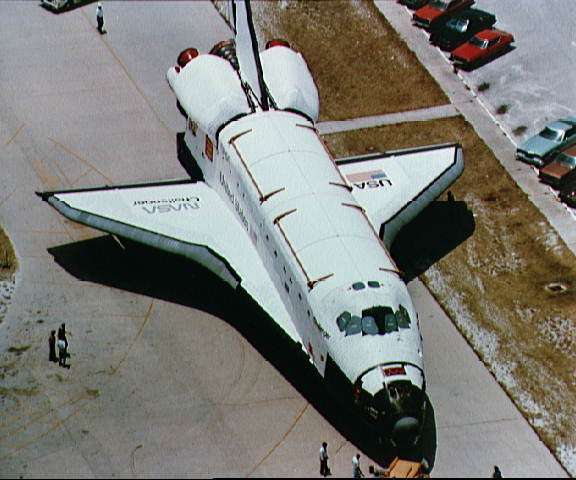
Raketoplán Challenger během předstartovních příprav

### Průběh letu
Po otevření nákladového prostoru se Bluford pustil do experimentu elektroforetického zařízení CFES, jehož úkolem bylo za pomoci elektroforézy oddělit beta-buňky z kultur z lidského pankreasu a získat tak čistou kulturu pro výrobu inzulínu. Během prvního dne zpracoval Bluford dva vzorky. Další astronauti začali "oživovat" manipulátor RMS.
Hlavním úkolem druhého dne bylo samotné vypuštění indického satelitu. Její start se uskutečnil v 07.47 UT, o 45 minut později byla družice navedena na přechodovou dráhu. Poté, co dosáhla stacionární dráhy, vyskytl se problém s jedním z jejích solárních panelů, který se plně nevyklopil. Dalším úkolem druhého dne byl test spojení raketoplánu s řídícím střediskem v Houstonu prostřednictvím družice TDRS-1. Kvůli poruše na počítači na pozemní stanici White Sands se ale během 14 hodin spojení vůbec nepodařilo. Klasické spojení prostřednictvím pozemních stanic bylo bez problémů udržováno. K navázání kontaktu přes TDRS-1 došlo až třetí den letu.
Druhý den letu probíhal také zajímavý pokus umístěný na paletě DFI – totiž sledování a fotografování (ze zadního okénka pilotní kabiny) tepelně citlivého nátěru na trubice tepelného čerpadla, aby se zjistila rychlost proudění teplonosné kapaliny čerpadlem. Tomuto experimentu se věnoval Brandenstein, zatímco Gardner v obytném prostoru zpracovával další vzorky na elektroforéze CFES.
Čtvrtý den letu, 2. září, snížil Truly dvěma manévry dráhu Challengeru z 296 km na 225 km kvůli experimentům (DSO 0301 a G-0348). Ty měly za úkol sledovat průběh a míru koroze ve vesmíru pod vlivem atomárního kyslíku. Astronauti se během letu zúčastnili také půlhodinové televizní tiskové konference. Lodní lékař během ní zmínil, že problémy s kinetózou nejsou pro starší lidi nijak špatné (samotnému mu bylo 54 let).
Poslední den letu, 5. září, zahájila posádka přípravy k přistání. Po tříhodinových přípravách si astronauti oblékli anti-g obleky. V 06.35 UT dal Houston souhlas se zapálením OMS motorů. Pilot otočil raketoplán zádí proti směru letu a Challenger v 06.50 UT zapálil na 143 sekund motory, aby se dostal na sestupnou dráhu.

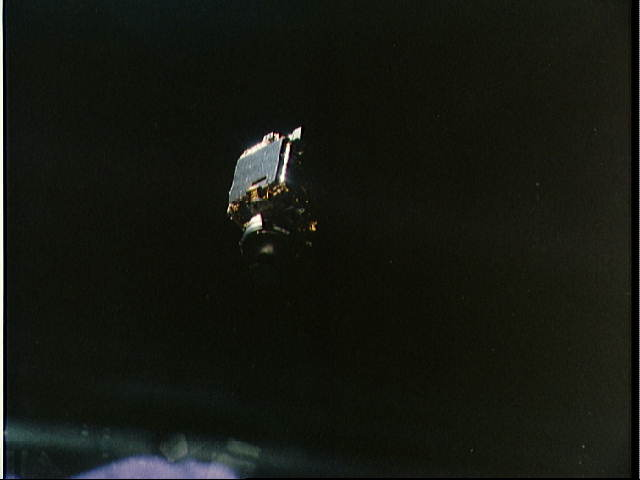
Družice Insat 1B po svém vypuštění do vesmíru

### Přistání
V 07.38 UT byl raketoplán naveden na dráhu 22 na Edwards AFB, v 07.39.42 UT se dotkl podvozkem dráhy a v 07.40.40 UT se úplně zastavil. Během letu se vyskytlo jen 18 drobných závad. Při kontrole motorů SRB, vylovených z oceánu, se ale ukázalo, že raketoplán měl velké štěstí. Málem prohořela stěna jedné trysky. Vyjasnění příčin si vyžádalo odklad startu Columbie, původně plánovaný na 28. října, na neurčito.